# 渡辺道子
渡辺 道子（わたなべ みちこ、1915年3月25日 - 2010年1月23日）は、東京都出身の元弁護士。戦後初の女性弁護士で第二東京弁護士会に所属した。日本女性法律家協会会長、婦人少年問題審議会会長、中央労働基準審議会公益委員、日本キリスト教女子青年会（日本YWCA）理事長などを務めた。女子学院、東京女子大学、明治大学専門部女子部法科を経て、早稲田大学法学部卒業。
2010年1月23日に肺炎のため死去した。享年94歳。
日本社会党に所属し党婦人局長を務めた渡辺道子は同姓同名の別人である。

## 発言
1956年（昭和31年）5月11日参議院法務委員会公聴会にて、死刑廃止に賛成する旨の発言を行っている。
1958年（昭和33年）11月4日衆議院地方行政委員会公聴会にて、警察官職務執行法改正案に対して反対する旨の発言を行っている。
1958年（昭和33年）11月4日の発言においては、「強力化された警察力というものは、その権利と自由を守ってやるのだと言って、他の国民の権利、自由までをも奪ってしまうことになるのではないでしょうか」と危惧する一方で、「最近の勤評ストやデモに見られる一部の団体の行き過ぎを、私ども国民は決して無条件には認めるものではございません」と述べている。

## 著書
- 『わが家の法律相談』日本基督教団出版部、1960年、女性と生活シリーズ
- 『新しい朝のひびき』ドメス出版、1992年

## 共編著
- 『婦人法律講座 その2 (離婚と貸借とについての知識)』田辺繁子共著、民主教育協会、1961年、LDE教育選書
- 『暮らしの中の法律』有泉亨、三淵嘉子共編著、読売新聞社、1962年、暮らしの図書室